# 扎里溫齊
49°6′23″N 25°22′43″E / 49.10639°N 25.37861°E
扎里溫齊（烏克蘭語：Заривинці），是烏克蘭的村落，位於該國西部捷爾諾波爾州，由喬爾特基夫區負責管轄，處於斯特里帕河畔，距離佩列沃洛卡和魯科米什0.5公里，面積2.28平方公里，2001年人口614。